# Ying Tung Natatorium
Ying Tung Natatorium je bazen u Pekingu. Bazen je bio mjestom natjecanja u vaterpolu i plivanju na OI 2008.

## Vanjske poveznice
- Das Ying Tung Natatorium auf beijing2008.cn  Arhivirana inačica izvorne stranice od 22. lipnja 2008. (Wayback Machine)
- Artikel auf beijing2008.cn  Arhivirana inačica izvorne stranice od 18. rujna 2008. (Wayback Machine)